# Купцова, Марина Геннадьевна
Марина Геннадьевна Купцова (род. 22 декабря 1981, Москва, СССР) — российская прыгунья в высоту, заслуженный мастер спорта Российской Федерации.  Чемпионка Всемирных юношеских игр (1998), чемпионка Мира среди юниоров (1998), чемпионка Европы 2002 в помещении, серебряный призер летнего Чемпионата Европы - 2002, серебряный призер Чемпионата мира 2003 года, 16-кратная чемпионка России, участница Олимпийских игр, трижды "Мисс - Легкая атлетика" (2002-04).

## Биография
Родилась в Москве. Спортом начала заниматься с 6 лет — плавание, волейбол, прыжки в высоту. Мама, Галина Владимировна (10.02.1952) — мастер спорта СССР в метании диска, призер Чемпионатов СССР, ветеран труда, доцент кафедры физического воспитания МГТУ им. Н.Э. Баумана. Отец, Купцов Геннадий Васильевич (23.01.1952),  ученый-изобретатель, математик, преподаватель МГТУ им Н.Э. Баумана. Занимался десятиборьем, мастер спорта по толканию ядра. Заслуженный тренер Российской Федерации, автор уникальных математических моделей высших спортивных достижений, на основе которых строился весь тренировочный процесс его дочери Марины Купцовой.
В 2001 году окончила Московский педагогический университет по специальности "Физическая культура и спорт", в 2008 году Московскую финансово-промышленную академию по специальности  "Спортивный менеджмент" и в 2009 по специальности  "Финансы и кредит".

## Спортивная карьера
Выступала на чемпионатах и первенствах Москвы, России, Европы и Мира, в том числе с 1998 года по 2008 гг. - в составе сборной команды России по легкой атлетике. 16-кратная чемпионка России (1996 - 2009 гг.), Чемпионка Всемирных юношеских игр в Москве 1998 года, многократная чемпионка и призер Чемпионатов Мира и Чемпионатов Европы, участница Олимпийских игр в Сиднее 2000 года. Обладательница титула "Мисс Легкая Атлетика" 2002-2004 гг.
В 2002 году в Вене на 27-м чемпионате Европы по легкой атлетике в закрытых помещениях стала чемпионкой Европы с личным рекордом 2,03 м (новый рекорд России). Серебряный призер Чемпионата Мира 2003 года (Париж). Из-за травмы вынуждена была покинуть большой спорт в 2008 году.
O жизни Марины Купцoвой в спортe и внe eгo спортивный кoмментатор Василий Парняков снял документальный фильм «Альбинос».

## Профессиональная карьера
1998 -2008 г.г. — постоянный член сборной команды России по легкой атлетике
С 2008 г. —  экспертно-консультационная деятельность в структурах олимпийского комитета и Москомспорта, включая ДЮШС и Специализированная детско-юношеская спортивная школа олимпийского резерва (СДЮСШОР)
С 2009 г. — тренерская деятельность (специалист силового треннинга), личная студия персонального треннинга "MyGym"
С 2011 года — директор ГБУ «Спортивная школа олимпийского резерва № 44» Москомспорта.
В ноябре 2016 года назначена заместителем начальника ФАУ МО РФ ЦСКА по спортивной подготовке.
С декабря 2016 года  — Вице-президент Всероссийской Федерации легкой атлетики РФ, председатель комитета детской и юношеской легкой атлетики России.

## Титулы
- Чемпионка Европы в помещении (2002)
- Серебряный призер чемпионата мира (2003)
- Серебряный призер чемпионата Европы (2002)
- Шестнадцатикратная чемпионка России по прыжкам в высоту (1996 - 2009 гг.)
- Чемпионка мира среди юниоров (1998)
- Победительница Всемирных юношеских игр (1998)

## Награды
Поощрения Президента и Правительства Российской Федерации
- Грамота Президента Российской Федерации

Государственные награды
- Памятная медаль «XXII Олимпийские зимние игры и XI Паралимпийские зимние игры 2014 года в г. Сочи»
- Премия города Москвы в области физической культуры, спорта и туризма
- Медаль «За укрепление боевого содружества»
- Почетная грамота Москомспорта "За вклад в развитие физической культуры в г. Москве"
- Наградная медаль клуб бокса ВДВ

Почетные спортивные звания
- Заслуженный мастер спорта России

## Фильмография
- 2008 — Альбинос — Марина Купцова. Фильм стал лауреатом Международного фестиваля спортивных фильмов "Атлант" в номинации "Спорт и Личность".